# Rachelle Plas
 (juillet 2017).
Si vous disposez d'ouvrages ou d'articles de référence ou si vous connaissez des sites web de qualité traitant du thème abordé ici, merci de compléter l'article en donnant les références utiles à sa vérifiabilité et en les liant à la section « Notes et références ».
Pour les articles homonymes, voir Plas.
Rachelle Plas, née le 6 juillet 1992 à Évreux, est une artiste chanteuse auteur-compositeur-interprète. Elle est une référence de l'harmonica,.

## Biographie

### Jeunesse et formation
Rachelle Plas est attirée par la musique depuis son plus jeune âge. Elle en fait la découverte tout d'abord par la flûte à bec, puis au travers de la flûte traversière et quelques notes de guitare. À l'âge de 5 ans, elle se voit offrir un harmonica, dont elle append à jouer par l'intermédiaire de comptines comme À la claire fontaine, When the Saints Go Marching In , etc.
Puis à 8 ans, elle prend des cours d'harmonica à Paris jusqu'à ses 14 ans, âge où elle commence le chant. 
Son premier concert avec son premier groupe a lieu en 2003, en duo avec un guitariste, pour le lever de rideau du festival de Vauréal. Puis elle remporte le tremplin blues de Vauréal en 2005.

### Débuts musicaux
En 2009, elle intègre la maison Hohner, entreprise allemande de fabrication d'instruments de musique. Elle représente alors la marque. Hohner utilise sa photo sur les packages d'harmonicas Golden Melody disponibles en magasins dans le monde entier et réalise une vidéo où elle interprète le thème Masters of the Harmonica qui a dépassé le million de vues sur YouTube,.
Puis, en 2010, elle remporte le tremplin du Cahors Blues Festival ce qui lui permet d'y rejouer deux soirs sur la grande scène l'année suivante. C'est là que Michael Jones lui offre de chanter avec lui en duo la chanson Proud Mary. Elle partage la scène avec Beverly Jo Scott sur la chanson The Rose ; elle est également invitée par la chanteuse britannique Connie Lush.

### Parcours sportif
Parallèlement à tout cela et à sa vie scolaire puis étudiante, Rachelle Plas débute le judo à l'âge de 5 ans, sport qu'elle continuera à haut niveau en équipe de France jusqu'à devenir vice-championne du monde junior en catégorie des moins de 57 kg en octobre 2010,.
Elle fait référence à sa carrière de sportive en utilisant un extrait d'un combat de judo face à une Japonaise aux championnats du monde à la fin du premier clip Back in the 70's le single de son premier album Profile sorti en mars 2012.

#### Palmarès
| Année | Rang | Événement                                   | Lieu            | Catégorie |
| ----- | ---- | ------------------------------------------- | --------------- | --------- |
| 2010  | 2e   | Championnats du monde juniors               | Agadir          | 57 kg     |
| 2010  | 1re  | Tournoi international juniors               | Lyon            | 57 kg     |
| 2010  | 1re  | Championnats de France juniors              | Paris           | 57 kg     |
| 2010  | 2e   | Championnats de France 1re division seniors | Montbéliard     | 57 kg     |
| 2009  | 1re  | Demi-finales championnats de France seniors | Saint-Berthevin | 57 kg     |
| 2009  | 3e   | Tournoi international juniors               | Lyon            | 57 kg     |
| 2009  | 2e   | Championnats de France juniors              | Paris           | 57 kg     |
| 2008  | 1re  | Championnats de France cadets               | Paris           | 57 kg     |
| 2008  | 1re  | Championnats de zone cadets                 | Le Mans         | 57 kg     |

### Carrière musicale
Rachelle Plas effectue ensuite une tournée de trois années en France, en Europe (Allemagne, Royaume-Uni, Luxembourg, Pays-Bas, Chypre…), et ailleurs dans le monde. Lors de celle-ci, elle joue devant environ 10 000 personnes au FestiBlues international de Montréal (Canada), et a l'occasion de jouer en Asie lors du festival national de jazz de Thailande.
En 2013, Rachelle Plas commence à travailler l'écriture et la composition de son deuxième album.
Le 16 février 2014, l'artiste Philippe Hervouët l'invite à l'Olympia pour interpréter la chanson Ouzh da guichen avec lui.
Le 26 mars 2016, elle sort son deuxième album (short play) Cyclone.
Elle écrit tous ses textes en anglais, et compose ses chansons avec Philippe Hervouët pour la plupart des titres. Elle chante sa première chanson en français, Hors piste, écrite par Philippe Hervouët et composée par elle-même. Elle sort son single Sweet Angel dont elle assure une tournée,.

## Discographie
- 2012 : Profile
- 2016 : Cyclone — Sweet Angel (single[18])